# Злючка (фільм)
Злючка (англ. Spitfire) — американський пригодницький бойовик 1995 року.

## Сюжет
Агент британських спецслужб Річард Чарльз, переслідуваний конкурентами на чолі з його колишньою коханкою Карлою, таємно підкладає своїй дочці Чарлі диск із секретною інформацією. Тепер полювання починається за нею. І, хоча до цього Чарлі доводилося відбиватися тільки від настирливих шанувальників, вона справляється і з озброєними бандитами.

## У ролях
- Ленс Генріксен — Річард Чарльз
- Дебра Джо Фондрен — Аманда Кейс
- Сара Дуглас — Карла Девіс
- Крісті Філліпс — Чарлі Кейс
- Тім Томерсон — Рекс Бічум
- Гарі Шмоллер — тренер Крандалл
- Террі Конн — Вікі
- Віктор Махов — російський тренер
- Джекі Бруммер — Борокова
- Джессіка Дж. Бадін — Ога
- Джордж Афінс — грецький медик
- Мелані Дейвіс — Доріс
- Джон Х. Епштейн — Віллі
- Чад Стахелскі — Вайт
- Саймон Поланд — Альона
- Ел Еванжеліо — бармен

в титрах не вказані
- Тіна Коте — дівчина в початкових титрах
- Брайон Джеймс — крутий хлопець
- Енді Уссач